# اولیور ایمز
اولیور ایمز (Moseley Baker) (زادهٔ ۴ فوریه ۱۸۳۱ – درگذشتهٔ ۲۲ اکتبر ۱۸۹۵)، بازرگان، سرمایه‌گذار، نوع‌دوست و سیاستمدار جمهوری‌خواه اهل ایالات متحده بود که از ۱۸۸۷ تا ۱۸۹۰ میلادی به عنوان سی و پنجمین فرماندار ماساچوست خدمت کرد.
زندگی عمومی ایمز اساساً وقف توجیه پدر فقیدش اوکز ایمز شده بود، بازرگان و عضو مجلس نمایندگان ایالات متحده که به‌خاطر نقشش در رسوایی کردیت مبایلر ۱۸۷۳ مورد توبیخ رسمی کنگره قرار گرفت و مدت کوتاهی پس از آن درگذشت. مدت خدمت وی همچنین به‌خاطر بروز دودستگی در دولت در رابطه با مسئله رشد جنبش اعتدال‌گرایی، معروف است.
ایمز وارث و مدیریت کننده ملک پدر خود بود و بیشتر تجارت‌های وی را پیش برد. ایمز یک نوع‌دوست برجسته بود، به‌ویژه در زادگاه‌اش استون، جاییکه وی در ساخت و ساز یک تعداد ساختمان‌های که از لحاظ مهندسی چشمگیر بوده و توسط مهندس اچ. اچ. ریچاردسون ساخته شده و برخی از عمارت‌ها توسط طراح فردریک لا اولمستد طراحی شده بودند، نقش اساسی ایفا کرد.

## اوایل زندگی و تحصیلات
اولیور ایمز در ۴ فوریه ۱۸۳۱ در استون، ماساچوست از ایولاین اوروایل (نام تولد: گیلمور) و اوکس ایمز زاده شد. پدر وی (همراه با پدر و برادرش که آنها نیز اولیور نام داشتند) مالک فروشگاه بیل ایمز، بزرگترین تولیدکننده بیل در سطح ایالات متحده، بود.
ایمز دوران مدرسه را در مدارس محلی به اتمام رسانده و پس از آن به نورت اتلبرو و لیسستر رفت تا در آکادمی‌های خصوصی آنجا بیشتر آموزش ببیند. وی قبل از اینکه در ۱۸۵۱ میلادی وارد دانشگاه براون شود، برای مدت کوتاه در کارخانه خانوادگی استخدام شد. وی برای مدت سه سال تحت یک برنامه آموزشی اختصاصی که تحت نظر رئیس دانشگاه فرانسیس ویلاند قرار داشت، آموزش دید.

## حرفه تجاری

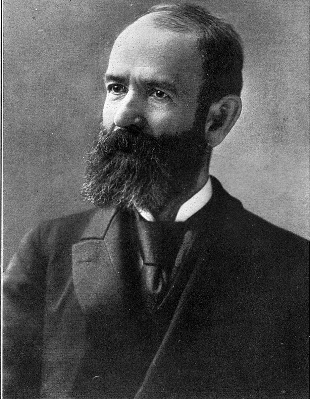
اولیور ایمز

پس از پایان دانشگاه براون، ایمز وارد تجارت خانوادگی شد، تمامی ابعاد فرایند تولیدی را فرا گرفت و به عنوان فروشنده سیار شروع به کار کرد.
ایمز در شبه‌نظامیان ماساچوست خدمت کرد و تا درجه نظامی سرهنگ دوم ترفیع نمود، اما قبل از آغاز جنگ داخلی آمریکا استعفا داد. در جریان جنگ داخلی، او از شعبه تولیدی شرکت نظارت نمود، تجارت را توسعه بخشیده و فرایندهای تولیدی را کارآمدتر کرد. خانواده وی در تجارت‌های خط آهن و سایر حوزه‌های صنعتی سرمایه‌گذاری نمود. زمانی که پدربزرگ وی اولیور ایمز سینیور در ۱۸۶۳ میلادی وفات کرد، اولیور نیز یکی از شرکای شرکت شد.

### رسوایی کردیت مبایلر و مرگ اوکس ایمز
پدر و عموی ایمز، اوکس و اولیور ایمز جونیور، از رهبران اصلی راه‌آهن یونیون پاسیفیک و همچنین از افراد اصلی در شرکت کردیت مبایلر آمریکا بودند، شرکت کاغذی که توسط افراد داخلی شرکت یونیون پاسیفیک به منظور منتقل کردن سود ساخت و ساز راه‌آهن به جیب شخصی خود، تأسیس گردیده بود. اوکس، زمانی که عضو کنگره نیز بود، سهم خود در کردیت مبایلر را به یکی دیگر از اعضای کنگره به قیمت بسیار پایین‌تر از ارزش بازار آن بفروش رساند. زمانیکه این مسئله در ۱۸۷۲ میلادی فاش شد، یکی از کمیته‌های کنگره‌ای این عمل را رشوه برای تأثیرگذاری بر قانون راه‌آهن عنوان کرد. این رسوایی منتج به توبیخ رسمی اوکس ایمز در کنگره شده و وی پس از مدت نه چندان طولانی پس از این رویداد، درگذشت.
اولیور ایمز میراث پدر خود، شبکه ملی تجارت‌های وی و ۶–۸ میلیون دلار دیون مرتبط با رسوایی را از پدر به ارث برد. وی همچنین یکی از کسانی بود که وظیفه پیشبرد تجارت پدرش را بر عهده داشت. با گذشت چندین سال، ایمز توانست دیون را بپردازد، بیش از ۱ میلیون دلار را به عنوان ارثیه ارایه نموده و املاک پدر را میان وارثین توزیع نماید.

### جنگ حقوقی با جی گولد
در ۱۸۷۵ میلادی، جی گولد کنترل شرکت یونیون پاسیفیک را در دست گرفته و گروهی از سرمایه‌گذاران بوستون که اغلب متشکل از خانواده ایمز بودند، کنترل کردیت مبایلر را در دست گرفتند.
کردیت مبایلر همچنین در باتلاق دعاوی حقوقی مرتبط با رسوایی فرورفته بود و سهام آن بخش عظیمی از دارایی اوکس ایمز را تشکیل می‌داد. تنها دارایی بزرگ این شرکت، یک سفته ۲ میلیون دلاری از شرکت یونیون پاسیفیک بود و ایمز کارهای حقوقی برای بازگرداندن ارزش این دارایی را آغاز کرد. گولد و یونیون پاسیفیک بالمقابل یک دعوای حقوقی باز نموده و به‌طور خصمانه کنترل شرکت کردیت مبایلر را در دست گرفتند، چیزی که منتج به اخراج ایمز از هیئت مدیره شرکت و توقف دعوای حقوقی وی شد. ایمز که هنوز یکی از سهامداران بود، یک دعوای حقوقی را باز نموده و رئیس شرکت را مجبور نمود به پذیرفتن روند تصفیه در ۱۸۷۹ میلادی نموده و خود مدیر تصفیه شد. جنجال حقوقی آنها زمانی فروکش کرد که اکثریت سهام سهامداران بیرونی در ۱۸۸۰ میلادی توسط گولد خریداری شد.
در جریان این جنگ حقوقی، ایمز سهم خود در خط آهن یونیون پاسیفیک سنترال برانچ، یک شرکت خط آهن مجزا که تنها روی کاغذ وجود داشت، را به ارزش ۲۵۰ دلار فی سهم به گولد فروخت. ایمز از این معامله سود هنگفتی به‌دست‌آورد و گولد نیز آنرا خریداری کرد تا قطعات مختلف را گردهم آورده و یک شبکه کامل راه‌آهن ترااقلیمی تحت چتر یونیون پاسیفیک بسازد.

## اوایل حرفه سیاسی
ایمز به هدف توجیه کردن خاطره پدر فقید خود وارد زندگی سیاسی شد. فعالیت‌های اولیه سیاسی وی شامل عضویت در کمیته مدارس استون و ریاست کمیته محلی حزب دموکرات بود.

### سناتور ایالت
وی در ۱۸۷۹ میلادی به عنوان عضو مجلس ایالتی ماساچوست انتخاب گردیده و در این دوران شاهد تأسیس شهرک جدید کوتیج سیتی بود، جاییکه وی در آن یک خانه تابستانی داشت. وی همچنین عضو کمیته‌ای بود که از ساخت راه‌آهن و مدارس نظارت می‌کرد.

### معاون فرماندار ماساچوست (۱۸۸۳ – ۱۸۸۶ میلادی)
ایمز در ۱۸۸۲ میلادی به عنوان معاون فرماندار ماساچوست خود را نامزد کرد. هرچند وی در این انتخابات برنده شد، اما جمهوری‌خواه رابرت آر. بیشاپ انتخاب فرمانداری را طی یک رقابت شدیداً تفرقه‌انگیز به دموکرات بنجامین باتلر واگذار کرد. ایمز از ۱۸۸۳ تا ۱۸۸۶ میلادی تحت اداره فرماندار باتلر (۱۸۸۳ میلادی) و تحت اداره جمهوری‌خواه جورج دی. رابینسون (۱۸۸۴ – ۱۸۸۶ میلادی) خدمت کرد.
در ۱۸۸۳ میلادی، مجلس نمایندگان ماساچوست مصوبه‌ای را به منظور رفع اتهام پدر ایمز تصویب نموده و از کنگره درخواست نمود تا تصمیم توبیخ خود را بازنگری نماید. هنگام خدمت به عنوان معاون فرماندار، وی همچنین سهام ایالت در شرکت راه‌آهن نیو هاوین و هارتفورت، نیویورک و تونل هوساک را به ارزش اسمی ۱/۳ به فروش رساند. او در نخست برای فروش به قیمت نسبتاً پایین مورد انتقاد قرار گرفت، اما بعدها ملاحظه شد که معامله خوبی بوده‌است.

## فرماندار ماساچوست (۱۸۸۷ – ۱۸۹۰ میلادی)
با بازنشسته شدن فرماندار رابینسون در ۱۸۸۶ میلادی، ایمز در انتخابات فرمانداری ماساچوست برنده شده و برای سه دوره تک-ساله خدمت کرد. یکی از مسائل سیاسی عمده در دو دوره خدمت وی، استعفای او از شبه‌نظامیان ایالت قبل از آغاز جنگ داخلی آمریکا بود. ایمز با اشاره به اینکه او به‌جای خود کسی دیگری را برای خدمت استخدام نموده و جنگ ایالات متحده را از نظر مالی حمایت نموده بود، به این انتقادها پاسخ داد.
هنگام خدمت به عنوان فرماندار، ایمز یک مدیر باکفایت بود و بیشتر بر مبنای شایستگی استخدام و تشویق می‌کرد تا بر مبنای سیاست. در ۱۸۸۷ میلادی، او لایحه‌ای را امضاء نموده و کهنه‌سربازان نظامی را از مقررات خدمات غیرنظامی که تازه وضع شده بود مستثنی نمود، چیزی که خشم ترقی‌خواهان نسبت به وی را در پی داشت. در دوره فرمانداری وی، پروژه‌ای برای گسترش خانه ایالت ماساچوست تأیید گردید و خود وی در ۱۸۸۹ میلادی سنگ بنیاد عناصر جدید این خانه را گذاشت.

### تحصیلات
وی از بهبود مدارس عمومی در مقابل مدارس خصوصی دینی حمایت کرد. در جریان دوره دوم خدمت خود، وی مبلغ ۱٬۰۰۰ دلار را به کالج هولی کراس بخشش کرد، چیزی که باعث خشم ضد-کاتولیک‌های ایالت شده و به قیمت رأی این گروه در انتخابات دور سوم فرمانداری وی در مقابل ویلیام ای. راسل شد.

### جنبش اعتدال‌گرایی
ایمز از کارهای انجمن اعتدال‌گرایی ماساچوست حمایت می‌نمود، اما مخالف قانونی شدن ممنوعیت الکل بود. او در میان طرفداران اعتدال‌گرایی محبوبیت خود را از دست داد. در ۱۸۸۹ میلادی، مجلس قانون‌گذاری یک متمم قانون اساسی ایالتی را تصویب و ممنوعیت الکل را قانونی کرد، اما این ممنوعیت در همه‌پرسی عموی که متعاقباً صورت گرفت رد شد.

## بازنشستگی و مرگ
در ۱۸۸۸ میلادی، سلامت وی شروع به ضعیف شدن کرد که احتمالاً ناشی از فشار کار عمومی و بازرگانی وی بود. وی شرکت در انتخابات ۱۸۸۹ را نپذیرفته و سنت فرماندارهای سه دوره‌ای حزب را ادامه داد. پس از ترک خدمت، او چندین بار برای استراحت به اروپا سفر کرد تا سلامتی خود را بازیابد. او در ۱۸۹۵ میلادی در خانه نورت ایستون خود درگذشت.

## زندگی شخصی و میراث

### خانواده
ایمز در ۱۸۶۰ میلادی با آنا کوفین ری اهل نانتاکت ازدواج کرد. این زوج شش فرزند داشتند. کوچکترین پسر آنها، اوکس ایمز، گیاه‌شناس و ثعلب‌شناس معروف آمریکایی بود که عمارت‌های شکوهمندی در بوستون، مارتاز وین‌یارد و نورث استون داشت.

## کتابشناسی
- "The Nation". June 23, 1887.
- Bishop, Joseph T (January 1911). "Judge Robert Roberts Bishop". The Green Bag. 23 (1). ISSN 2160-6846. OCLC 1751575.
- Clarke, James W (1887). The Bay State Monthly: A Massachusetts Magazine of Literature, History, Biography and State Progress Vol. II. Boston: John N. McClintock and Company. OCLC 9960776.
- Cooper, Thomas; Fenton, Hector (1884). American politics (non-partisan) from the beginning to date. Chicago: C.R. Brodix. OCLC 10849147.
- Cutter, William (1916). American Biography: A New Cyclopedia, Volume 2. New York: American Historical Society. OCLC 3912467.
- Davis, William Thomas (1897). The New England states: their constitutional, judicial, educational, commercial, professional and industrial history, Volume 1. Boston: D.H. Hurd. OCLC 18090618.
- Fitzpatrick, Lillian L (1960). Nebraska Place-Names. University of Nebraska Press. ISBN 0-8032-5060-6.
- Grenon, Ingrid (2011). Lost Maine Coastal Schooners: From Glory Days to Ghost Ships. Charleston, SC: The History Press. ISBN 978-1-61423-197-4. OCLC 944243013.
- Hennessy, Michael (1917). Twenty-five years of Massachusetts Politics. Boston: Practical Politics. p. 4. OCLC 1172863.
- Klein, Maruy (1997) [1986]. The Life and Legend of Jay Gould. Baltimore, MD: Johns Hopkins University Press. ISBN 978-0-8018-5771-3. OCLC 185835836.
- Klein, Maury (2006) [1987]. Union Pacific: 1862–1893. Minneapolis, MN: University of Minnesota Press. ISBN 978-0-8166-4459-9. OCLC 182530652.
- Purcell, Richard J (1928). "Ames, Oliver". Dictionary of American Biography. Vol. 1. New York: Scribners. pp. 254–256. OCLC 37255176.
- Roe, Alfred (January 1902). "The Governors of Massachusetts". The New England Magazine. 25 (6). OCLC 1644447.
- Sargent, Gerald (October 31, 1895). "Oliver Ames". Iron Age: 913–914. ISSN 0021-1508. OCLC 1753958.
- Tager, Jack (1999). "Ames, Oliver". Dictionary of American National Biography. Vol. 1. New York: Oxford University Press. pp. 425–426. ISBN 978-0-19-520635-7. OCLC 39182280.
- Ulrich, Laurel Thatcher;  et al. (2015). Tangible Things: Making History through Objects. New York: Oxford University Press. ISBN 978-0-19-938229-3. OCLC 895047449.